# Abtei Maredsous
Die Abtei Maredsous (franz.: Abbaye Saint-Benoît de Maredsous) ist ein Benediktinerkloster in der belgischen Gemeinde Anhée-Denée nahe Namur im Tal der Molignée, eines Nebenflusses der Maas.

## Geschichte
Das Kloster wurde am 15. Oktober 1872 durch eine Stiftung der Verlegerfamilie Desclée aus Tournai gegründet und mit Mönchen aus der Abtei Beuron besiedelt, Papst Leo XIII. erhob das Priorat von Maredsous im Jahre 1878 zur Abtei der Beuroner Kongregation, woraufhin Pater Placidus Wolter erster Abt wurde. 1890 folgte ihm der schon an der Gründung beteiligte bedeutende Hildebrand de Hemptinne im Abbatiat nach. Nach dem Ersten Weltkrieg wurde das Kloster Maredsous 1920  mit den Abteien Keizersberg in Löwen und Sankt-Andreas in Brügge zur Belgischen Benediktiner-Kongregation zusammengeschlossen.
Mit Unterstützung der belgischen Industriellen Henri und Jules Desclée wurde der Architekt Jean-Baptiste Bethune mit dem Bau einer Kirche beauftragt. Innerhalb von 20 Jahren entstand bis 1892 die heutige Klosteranlage im Stil der Neugotik. Desiderius Lenz schuf im Auftrag des Beuroner Abtes die Fresken der Abteikirche im Beuroner Stil; später wurden sie durch André Weiss und Jacques Malmendier erweitert.
Am 30. November 1890 gründete Abt Hildebrand de Hemptinne in Maredsous eine Niederlassung der Beuroner Kunstschule, der auch Werkstätten angegliedert waren; aus dieser ging später die École Saint-Joseph hervor, die seit 1964 zur Kunsthochschule Namur gehört.
Während des Zweiten Vatikanischen Konzils spielte Abt Godefroid Dayez durch sein theologisches Engagement – über sein Kloster hinaus – im Hintergrund eine weltkirchliche bedeutsame Rolle. Er setzte eine Kommission von Theologen unter der Leitung des Exegeten Jacques Dupont (1915–1998) ein, der Mönch des Klosters Saint-André de Clerlande wurde. Diese Kommission erarbeitete einen alternativen Text zu den Schemata der Kapitel V und VI der entstehenden Dogmatische Konstitution Lumen gentium. Ihr Entwurf wurde als „Schema der Benediktiner“ bekannt und beeinflusste die Konzilsdebatten nachhaltig.

## Kloster
Die Benediktinerabtei ist seit 1872 durchgehend von der Ordensgemeinschaft der Benediktiner besiedelt. Seit 1920 gehört sie der Kongregation von der Verkündigung der seligen Jungfrau Maria an.
Dritter Abt des Klosters war Dom Columba Marmion (1858–1923), der am 3. September 2000 durch Papst Johannes Paul II. seliggesprochen wurde.
Derzeitiger Abt ist Dom Bernard Lorent OSB.
Das Kloster ist bekannt für die Herstellung des Schnittkäses Maredsous und des in Lizenz von Duvel Moortgat hergestellten Abteibiers Maredsous.
Die Kapelle Notre-Dame de la Pépiole, eine der ältesten Kapellen der Provence in der französischen Mittelmeergemeinde Six-Fours-les-Plages, wird von der Ordensgemeinschaft unterhalten.

## Äbte und Obere
| - Johannes Blessing, Superior 1872–1874 - Placidus Wolter, Prior 1874–1876 - Gérard van Caloen, Prior 1877–1878 - Placidus Wolter, Abt 1878–1890 - Hildebrand de Hemptinne, Abt 1890–1909 - Seliger Columba Marmion, Abt 1909–1923 - Célestin Golenvaux, Abt 1923–1950 | - Godefroid Dayez, Abt 1950–1968 - Olivier du Roy, Prior 1968–1969 - Olivier du Roy, Abt 1969–1972 - Nicolas Dayez, Prior 1972–1978 - Nicolas Dayez, Abt 1978–2002 - Bernard Lorent, Abt 2002–? - François Lear, Abt seit 2024 |